# Выборы губернатора Московской области (2023)
Выборы губернатора Московской области состоялись в Московской области 8—10 сентября 2023 года в единый день голосования. Губернатор избирается сроком на 5 лет.
Голосование продлится три дня. Участки будут открыты с 8:00 до 20:00. Предусмотрена возможность проголосовать удаленно через Интернет (система ДЭГ). Подача заявлений для дистанционного голосования продлится с 24 июля по 4 сентября включительно.
На 1 января 2023 года в Московской области было зарегистрировано 6 017 178 избирателей. Это на 429 613 человек больше, чем на предыдущих выборах 2018 года (5 587 565 избирателей).
Выдвигать кандидатуру может гражданин РФ в возрасте не моложе 30 лет (на день голосования), не признанный судом недееспособным, не содержащийся в местах лишения свободы, не имеющий гражданства других государств (или другой документ, дающий право проживать за рубежом), не осуждённый ранее по тяжелым статьям.

## Предшествующие события
9 сентября 2018 года Андрей Воробьёв переизбран на второй срок, победив в первом туре, как и за 5 лет до этого. На втором губернаторском сроке перед Воробьёвым стояли задачи расселения аварийного жилья, решения вопроса обманутых дольщиков, рекультивации мусорных полигонов, улучшения транспортной связности удалённых районов и борьбы с бродячими собаками.

Говоря о поддержке Воробьёва элитой в преддверии третьего губернаторского срока, политолог Илья Гращенков отметил, что
«Связи губернатора Подмосковья с министром обороны Сергеем Шойгу и крупным предпринимателем Геннадием Тимченко уже менее актуальны»
Константин Калачёв считает, что
«Андрей Воробьёв многим обязан нынешнему министру обороны Сергею Шойгу»

и что «у него [Воробьёва] хорошие отношения с Сергеем Собяниным (мэр Москвы, — прим. авт.), нормальный, рабочий диалог с Администрацией Президента РФ и Правительством РФ».

## Избирательная комиссия
16 декабря 2021 года Илья Берёзкин избран главой Избиркома Московской области в ходе тайного голосования. Ранее Берёзкин занимал различные должности в Ивановской области, а с 2016 года работал в Правительстве Московской области.

Свое избрание новый глава подмосковной ИК прокомментировал так:
«Хочу сказать слова благодарности за то доверие, которое вы мне оказали. Спасибо, что поддержали решение Центральной Избирательной комиссии России. Обязуюсь вести работу на серьёзном конструктивном уровне для того, чтобы у каждого из вас не было сомнений в том, что ваш голос всегда будет учтен»
Изначально Берёзкин был назначен в ИК главой региона вместе с шестью другими членами ИК, утверждаемыми губернатором.
В свою очередь депутаты Облдумы Подмосковья назначили 7 членов ИК Мособласти с правом решающего голоса. Ими стали Руслан Фурс (ЕР), Виктор Ярославцев (КПРФ), Ольга Балабанова (СПЗП), Александр Краюшкин (ЛДПР), Семен Аносов («Новые люди»), Роман Ромишевский («Зеленая альтернатива») и Олег Селекзянов (по предложению ЦИК РФ).

ЦИК РФ поддержал заявку Московской области на использование ДЭГ. Илья Берёзкин так прокомментировал это решение:
«В текущем избирательном цикле в Московской области планируется 12 избирательных кампаний. Главная кампания — выборы губернатора Московской области. Количество избирателей, имеющих подтвержденную учётную запись на портале Госуслуг, составляет 5,76 миллионов — это почти 96 %»

## Выдвижение и регистрации кандидатов
17 марта председатель партии «Яблоко» Николай Рыбаков заявил, что партия планирует принять участие в губернаторских выборах в Подмосковье.
21 марта стало известно о том, что Высший совет ЛДПР принял решение о выдвижении Кирилла Жигарева в качестве кандидата на губернаторский пост в Подмосковье.
3 апреля Андрей Воробьёв доложил президенту РФ Владимиру Путину о результатах работы по развитию Московской области.

21 апреля кадровая комиссия при ЦК КПРФ рекомендовала Александра Наумова в кандидаты на губернаторских выборах в Подмосковье.
Политолог Константин Калачёв (об Александре Наумове): «КПРФ выдвигает в противовес ему кандидата уважаемого, статусного, но малоизвестного»

1 июня Андрей Воробьёв на встрече в Подольске заручился поддержкой Владимира Путина, заявив о своём намерении баллотироваться на предстоящих выборах. Это была вторая официальная встреча президента РФ и главы Подмосковья за 2 месяца.
А.Воробьёв: «И в завершение, Владимир Владимирович: 10-го числа выборы состоятся, я хотел бы получить Вашу поддержку, обратиться к Вам с просьбой поддержать мою кандидатуру для того, чтобы я дальше мог работать. В первой декаде июня Московская областная дума объявит о начале выборов. Я хотел бы получить от Вас эту поддержку».
В.Путин: «Андрей Юрьевич, все показатели у вас в норме, по некоторым социальным значимым Московская область является лидером, поэтому заделы хорошие. Если у Вас желание есть и, самое главное, если люди Вас поддерживают, то я желаю Вам успехов дальнейших».
8 июня вышло в свет решение партии «Яблоко» от 6 июня о неучастии в выборах высших должностных лиц субъектов федерации.
13 июня региональное отделение «Справедливой России» выдвинуло своим кандидатом Анатолия Никитина.
14 июня на XXVII конференции Московского областного отделения «Единой России» действующий глава региона Андрей Воробьёв был выдвинут в кандидаты на предстоящие выборы. Номинацию Воробьёва поддержал секретарь генсовета партии Андрей Турчак, отметив среди достижений создание платформы «Добродел» и первого в России Центра управления регионом (ЦУР). Помимо Воробьёва среди претендентов на партийное выдвижение были сенатор Ольга Забралова и депутат Госдумы Александр Толмачёв. Из 388 делегатов съезда 380 поддержали действующего главу Мособласти, 5 — Забралову и 3 — Толмачёва.

16 июня на партийной конференции «Справедливой России — За правду» решение о выдвижении Никитина было поддержано съездом.
Геннадий Семигин, председатель ЦС партии, (об Анатолии Никитине): «Это человек с глубоким аналитическим подходом ко всему, что он делает. Анатолий Юрьевич пришел в политику из крупного бизнеса, где добился больших успехов. Придя в политику из реального сектора экономики, Никитин не только прекрасно знает, как устроена работа промышленных предприятий, он предельно ясно понимает, что необходимо сейчас для развития российской промышленности»
17 июня Воробьёв подал документы в Избирком Московской области для регистрации в качестве кандидата.
19 июня документы на выдвижение в Избирком подали сразу трое депутатов Мособлдумы — представители КПРФ, ЛДПР и СРЗП. Это Александр Наумов, Кирилл Жигарев и Анатолий Никитин соответственно. Все они впоследствии были зарегистрированы областной избирательной комиссией. Кирилл Жигарев стал официально зарегистрированным кандидатом на пост губернатора Подмосковья второй раз подряд.
29 июня обсуждались перспективы выдвижения единого кандидата от партии «Новые люди» и «Партии роста». Среди потенциальных выдвиженцев упоминалась психолог из Павловского Посада Клеопатра Орлова.
6 июля Борис Надеждин подал документы в Мособлизбирком, став последним выдвиженцем на пост главы Подмосковья.
14 июля областная ИК отказала Надеждину в регистрации, поскольку ему не удалось собрать необходимое количество депутатских подписей в свою поддержку. Таким образом, в бюллетенях будут имена четырёх официально зарегистрированных кандидатов.
| Имя                                   | Кол-во подписей мундепов* | Кол-во муниципалитетов |
| ------------------------------------- | ------------------------- | ---------------------- |
| Андрей Воробьёв (кандидат в 3-й раз)  | 94                        | 55                     |
| Александр Наумов (кандидат в 1-й раз) | 94                        | 45                     |
| Кирилл Жигарев (кандидат во 2-й раз)  | 94                        | 46                     |
| Анатолий Никитин (кандидат в 1-й раз) | 94                        | 47                     |
| Борис Надеждин (кандидат во 2-й раз)  | <90                       | ?                      |

* муниципальный фильтр в Московской области составляет 5-10 % (не менее 90 подписей муниципальных депутатов, собранных в 75 % муниципальных образований региона). Подписные листы нужно предъявить избирательной комиссии до 6 июля 2023 года. По сравнению с выборами 2018 года порог снизился более чем в 2 раза: со 196 до 90 подписей.
Из партий, имеющих фракцию в Госдуме VIII Созыва, только «Новые люди» не выдвигали своего кандидата на должность главы Подмосковья. Из партий, выставлявших своих представителей на прошлых выборах, не приняли участие в кампании 2023 года «Партия Роста» (в 2018 году от партии шёл Борис Надеждин) и «Альянс зелёных», чей представитель — Лилия Белова в 2018 году заняла 3-е место, получив 7,51 % голосов избирателей.

## В рейтингах
В медиарейтинге глав российских регионов, подготовленном «Медиалогией», Андрей Воробьев в 2023 году занимал следующие позиции: январь — 3-е место, февраль — 3-е место, март — 2-е место, апрель — 2-е место, май — 3-е место, июнь — 3-е место (МедиаИндекс превысил показатель 500 000).
В рейтинге устойчивости глав регионов «Госсовет 2.0» (XIII выпуск) от «Минченко Консалтинг» среди 21 губернатора-участника ЕДГ-2023 А. Ю. Воробьёв занимает 2-е место (16 баллов; столько же ещё у пяти инкумбентов). Согласно экспертной оценке, глава Мособласти находится в «зелёной зоне». В рейтинге глав регионов ЦФО губернатор Подмосковья также располагается в «зелёной зоне», занимая 5-е место из 18-и.
В рейтинге влияния глав субъектов от АПЭК динамика позиций А. Ю. Воробьёва такова: январь — 7-е место, февраль — 8-е место, март — 7-е место, апрель — 8-е место, май — 8-е место, июнь — 8-е место.

## Мнения и критика
Зампред Мособлдумы, руководитель фракции СРЗП в региональном парламенте Игорь Чистюхин:
«Участники избирательных кампаний, с недавних пор, лишены возможности назначать членов избирательных комиссий с правом совещательного голоса, многодневное голосование делает практически физически невозможным процесс наблюдения за выборами, а введение дистанционного электронного голосования стало „контрольным выстрелом в голову“ избирательной системе страны. Больше никаких неожиданных кандидатов в губернаторы, больше никаких внесистемных политиков и независимых депутатов„. 
Политтехнолог Константин Калачёв:
“гонка может оказаться не очень яркой, ведь интриги нет. Но интрига не всегда определяет явку, иногда наоборот, мешает тому, чтобы она росла. Воробьёву предстоит провести большую мобилизационную кампанию. У него такой опыт есть. К тому же, существуют дополнительные инструменты привлечения избирателей на участки. Главное — это побудить избирателей участвовать в выборах. А те, кто придёт голосовать, поддержат Воробьёва. Не думаю, что протестное голосование в 2023 году будет играть большую роль„
Аналитик Центра политической конъюнктуры Илья Гераскин:
“Это будет референдумное голосование, и мы проверим, какой реально уровень поддержки есть у Воробьёва — 80 % или больше. Если губернатор наберет 65-70 %, это для него будет провалом и тревожным звонком»